# Artificial Intelligence (John Cale)
Artificial Intelligence è un album in studio del musicista gallese John Cale, pubblicato nell'ottobre del 1985. Il disco fu registrato al Strongroom Studios di Londra.

## Tracce
Lato A
1. Everytime the Dogs Bark – 4:14 (John Cale, Dave Young, Larry Sloman)
2. Dying on the Vine – 5:15 (John Cale, Larry Sloman)
3. The Sleeper – 5:49 (John Cale, Larry Sloman)
4. Vigilante Lover – 4:26 (John Cale, Larry Sloman)
5. Chinese Takeaway (Hong Kong 1997) (Medley) – 3:42 (Marguerite Monnot, Georges Moustaki, Wood, John Cale)

Lato B
1. Song of the Valley – 5:01 (John Cale, Larry Sloman)
2. Fade Away Tomorrow – 3:23 (John Cale, Larry Sloman)
3. Black Rose – 4:55 (John Cale, Larry Sloman)
4. Satellite Walk – 4:54 (John Cale, Larry Sloman)

## Formazione
- John Cale - voce, tastiera, chitarra, basso, viola
- David Young - chitarra
- James Young - tastiera
- Graham Dowdall - percussioni
- Gill O'Donovan, Suzie O'List - cori